# Březová (district d'Opava)
Pour les articles homonymes, voir Březová.
Březová (en allemand : Briesau) est un bourg (městys) du district d'Opava, dans la région de Moravie-Silésie, en République tchèque. Sa population s'élevait à 1 384 habitants en 2021.

## Géographie
Březová se trouve à 17 km au sud d'Opava, à 29 km à l'ouest d'Ostrava et à 248 km à l'est de Prague.
La commune est limitée par Hradec nad Moravicí au nord, par Skřipov à l'est, par Fulnek à l'est et au sud, par Vrchy au sud, et par Větřkovice, Vítkov et Radkov à l'ouest.

## Histoire
La première mention écrite de la localité remonte à 1238.

## Transports
Par la route, Březová se trouve à 11 km de Vítkov, à 18 km d'Opava, à 43 km d'Ostrava et à 337 km de Prague.